# Шевченка (Підвисоцька сільська громада)
Шевче́нка — село в Україні, в Підвисоцькій сільській громаді Голованівського району Кіровоградської області. Населення становить 68 осіб.

## Назва
Село назване на честь Тараса Григоровича Шевченка.

## Населення
Згідно з переписом УРСР 1989 року чисельність наявного населення села становила 107 осіб, з яких 43 чоловіки та 64 жінки.
За переписом населення України 2001 року в селі мешкало 68 осіб.

### Мова
Розподіл населення за рідною мовою за даними перепису 2001 року:
| Мова       | Відсоток |
| ---------- | -------- |
| українська | 98,53 %  |
| російська  | 1,47 %   |

## Відомі люди
- Плачинда Сергій Петрович — український письменник.